# Hemitrygon fluviorum
Hemitrygon fluviorum ist eine Stechrochenart und lebt in Flussmündungen und Mangroven an der Nord- und Ostküste Australiens, sowie an der Südküste von Neuguinea.

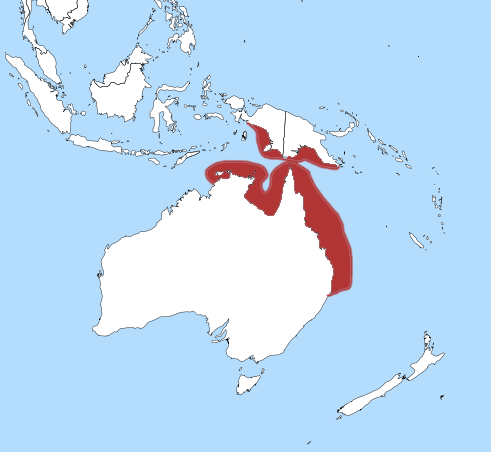
Verbreitungsgebiet

## Merkmale
Hemitrygon fluviorum hat eine rautenförmige Brustflossen-Scheibe, die an den Seiten stark abgerundet ist. Er erreicht eine Scheibenbreite von 93 und eine Länge von 120 cm und wiegt maximal etwa 6 kg. Die Oberseite ist gelbbraun bis grünbraun, an den Rändern heller, Richtung Schwanz dunkler. Die Unterseite ist weiß.

## Lebensweise
Der Rochen lebt im marinen Flachwasser in Tiefen von einem bis 40 Metern und im Brackwasser von Flussmündungen zwischen Forster und Proserpine an der ostaustralischen Küste und an der Südküste von Neuguinea. Gelegentlich dringt er in Süßwasserbereiche von Flüssen vor. Auch wenn ihm nachgesagt wird, Austern und andere Zuchtmuscheln zu verzehren, ernährt er sich hauptsächlich von kleinen Krebsen und Vielborstern. Hemitrygon fluviorum ist ovovivipar, die Jungtiere haben bei der Geburt eine Scheibenbreite um 11 und eine Länge von etwa 35 cm. Im Uterus ernähren sich die Embryos zunächst vom Eidotter, dann von einer vom Uterus ausgeschiedenen schleimigen Flüssigkeit, die mit Fett und Proteinen angereichert ist. 

## Systematik
Die Rochenart wurde im Jahr 1908 durch den australischen Zoologen James Douglas Ogilby unter der wissenschaftlichen Bezeichnung Dasyatis fluviorum beschrieben. Bei einer Mitte 2016 erfolgten Revision der Dasyatidae wurde die Art in die Gattung Hemitrygon gestellt.